# کوستادین باشوف
کوستادین باشوف (بلغاری: Костадин Башов؛ زادهٔ ۲۶ نوامبر ۱۹۸۲) بازیکن فوتبال اهل بلغارستان است.
از باشگاه‌هایی که در آن بازی کرده است می‌توان به باشگاه فوتبال المپیاکوس نیکوزیا، باشگاه فوتبال انوسیس نئون پارالیمنی، باشگاه فوتبال لیتکس لووچ، و باشگاه فوتبال لفسکی صوفیه اشاره کرد.
وی همچنین در تیم ملی فوتبال زیر ۲۱ سال بلغارستان بازی کرده است.